# Бох-Джага
Бох-Джага (чечен. Бохь-Жагӏа) — река в России, протекает по Шалинскому и Курчалоевскому районам Чеченской Республики. Длина реки составляет 16 км. Площадь водосборного бассейна — 25,7 км².
Высота истока — 663 м над уровнем моря. Высота устья — 174 м над уровнем моря. Уклон реки — 30,5 м/км.
Начинается на северо-западной окраине села Морзой-Мохк. Течёт в общем северном направлении, сначала по грабовому лесу мимо села Ники-Хита, затем — по открытой местности. Устье реки находится в 9,5 км от устья реки Ахко по правому берегу у села Новая Жизнь. На всём протяжении река временами пересыхает.

## Данные водного реестра
По данным государственного водного реестра России относится к Западно-Каспийскому бассейновому округу, водохозяйственный участок реки — Сунжа от впадения реки Аргун и до устья. Речной бассейн реки — Реки бассейна Каспийского моря междуречья Терека и Волги.
Код объекта в государственном водном реестре — 07020001312108200006326.